# Nelsonsäule (London)

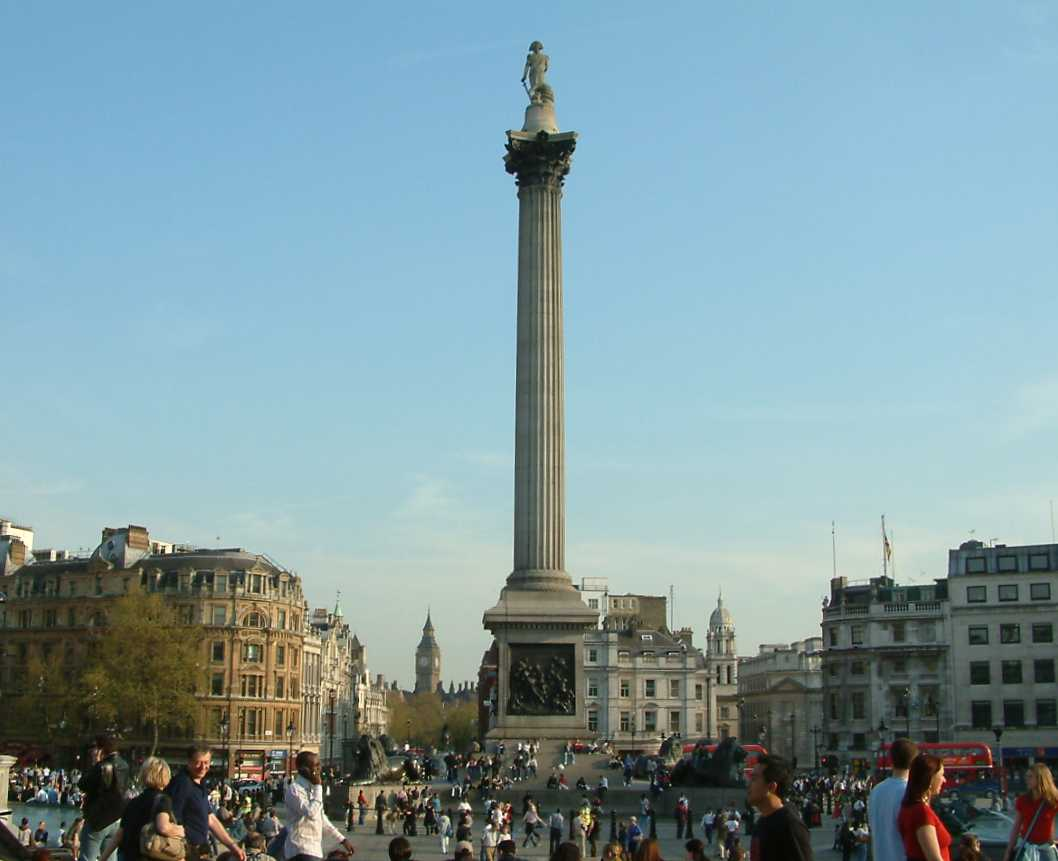
Blick über den Trafalgar Square zur Nelsonsäule

Die Nelsonsäule ist ein Monument auf dem Trafalgar Square in London, England.

## Die Säule
Die Säule wurde zwischen den Jahren 1840 und 1843 zur Erinnerung an Admiral Horatio Nelsons Tod in der Schlacht von Trafalgar im Jahr 1805 aufgestellt. Die 5,5 m hohe Statue Nelsons steht auf einem 46 m hohen Granitsockel. Die Statue blickt nach Süden, in Richtung des Westminster-Palastes und der Straße Pall Mall, wo alle Schiffe Nelsons auf den Spitzen der Flaggenmasten dargestellt sind. Das Kompositkapitell der nach der korinthischen und ionischen Ordnung angefertigten Säule ist mit bronzenen Akanthus-Blättern verziert, die von britischen Kanonen stammen. Das Podest des Monuments ist mit vier bronzenen Tafeln geschmückt, deren Material von erbeuteten französischen Schiffen stammt und die Nelsons vier große Siege darstellen.
Die Säule wurde 1838 von dem Architekten William Railton entworfen und von der Firma Peto & Grissell gebaut. Railtons originales 1:22-Modell aus Stein ist im National Maritime Museum in Greenwich, London, zu sehen. Die Sandsteinstatue auf der Spitze wurde von E. H. Baily von der Royal Academy angefertigt, eine kleine Bronzeplakette am Sockel erinnert an ihn. Die Kosten des gesamten Bauwerkes beliefen sich auf 47.500 £ (umgerechnet auf das Jahr 2004 rund 3,5 Millionen £).
Im Jahr 2006 wurde das Monument für 420.000 £ neu aufpoliert. Die Luftverschmutzung und große Mengen Vogelkot hatten dem Bauwerk zugesetzt. Man verwendete Dampfreinigungsverfahren sowie sanfte Schleifmittel, um die Bausubstanz nicht zu beschädigen. Die Kosten trug die Zürich Versicherung, die im Gegenzug für die Dauer der Arbeiten am Gerüst Werbung machen durfte.
Bevor die Arbeiten begannen, wurden Lasermessungen durchgeführt, und man fand heraus, dass das Bauwerk kleiner als ursprünglich angenommen war, so dass es heute mit 51,5 m Höhe angegeben wird.

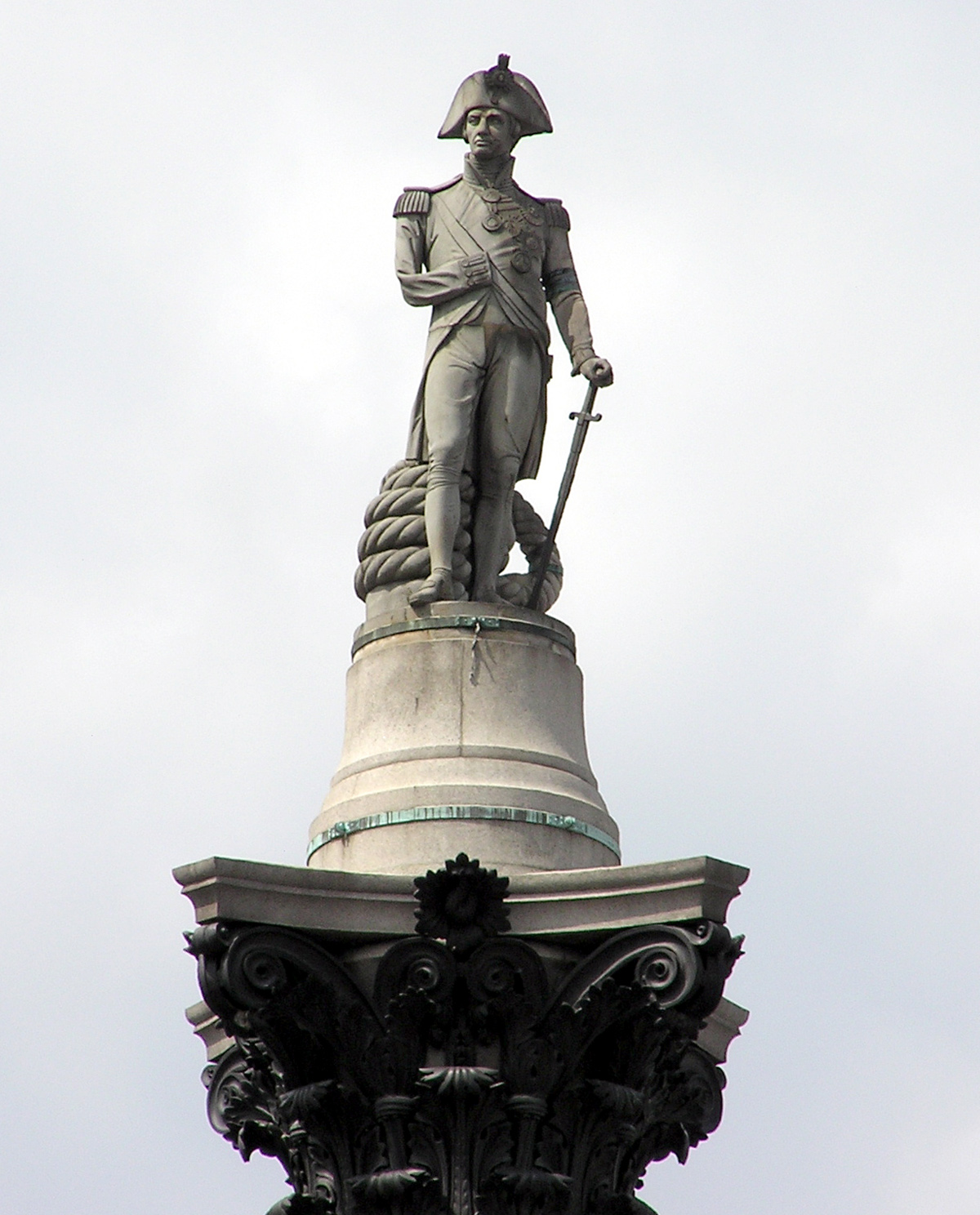
Skulptur Nelsons auf der Spitze der Säule
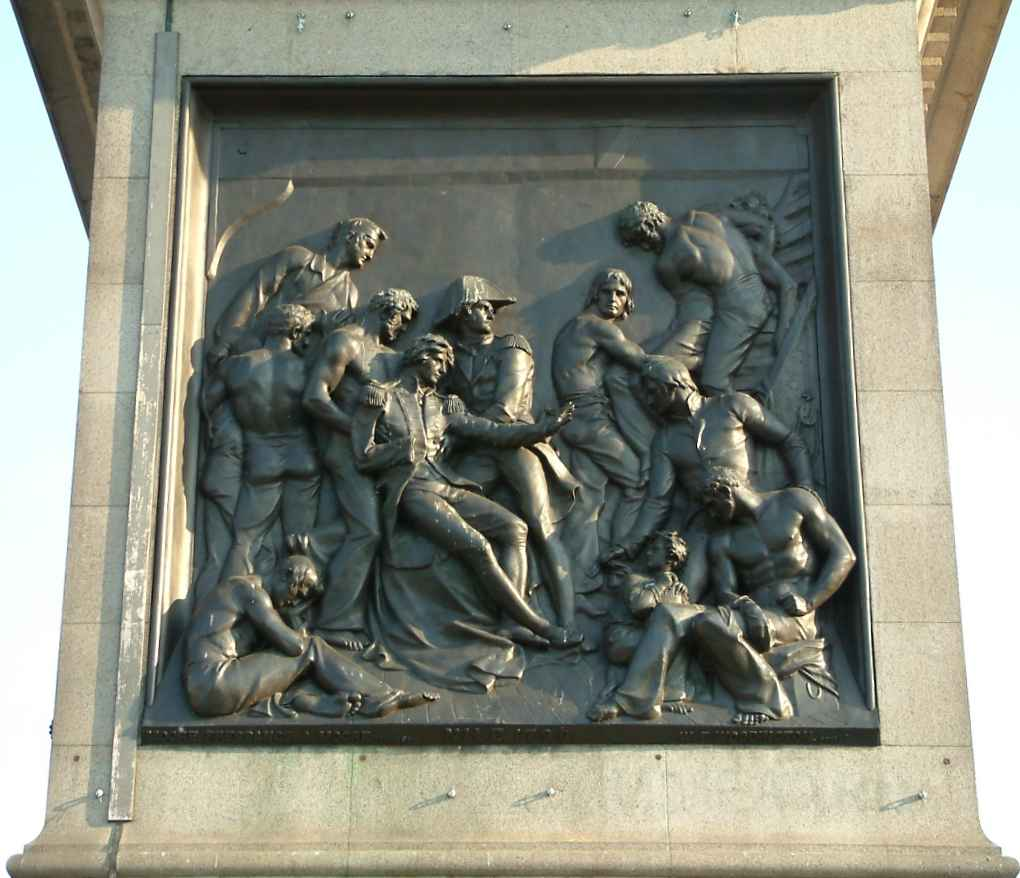
Nordseite, den Tod Nelsons darstellend
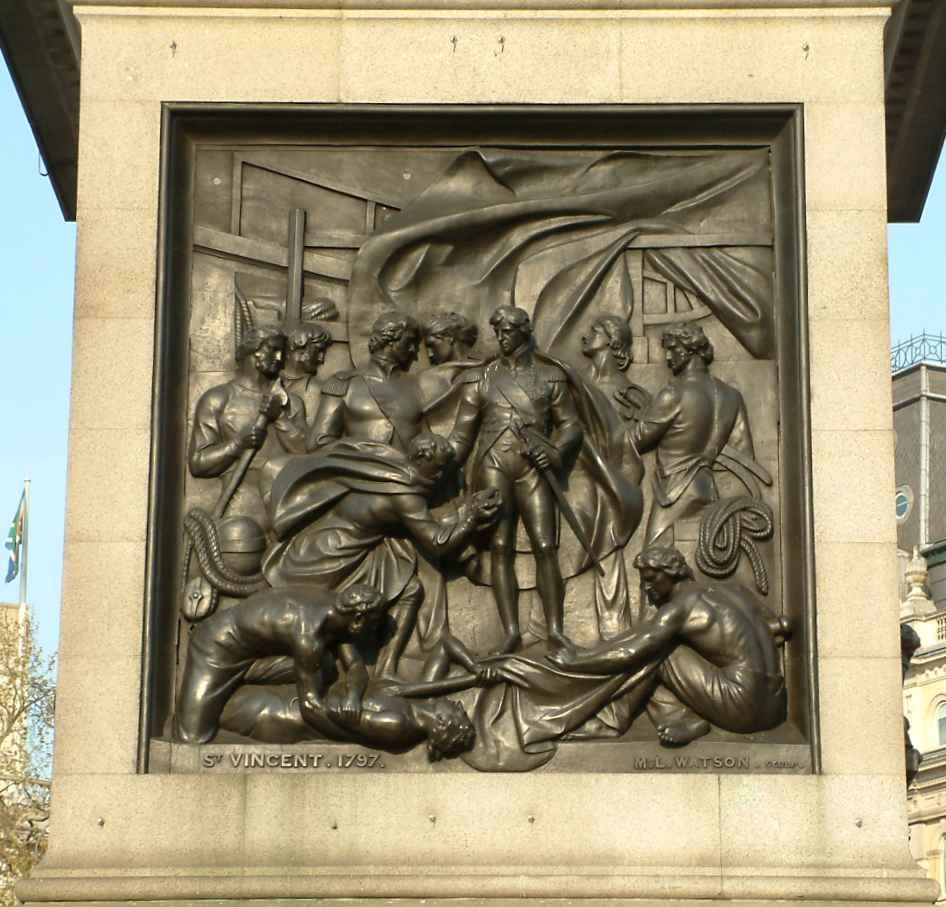
Ostseite, Seeschlacht bei Kap St. Vincent (1797)

## Sonstiges
- Eine weitere Nelsonsäule war bereits 1808 in Dublin errichtet worden. Mit einer Säulenhöhe von 36,9 m und einer vier Meter hohen Statue war sie etwa zehn Meter kleiner als das Londoner Denkmal. 1966 wurde sie von der IRA mit einer Bombe gesprengt und nicht wieder aufgebaut.[6] An ihrer Stelle errichtete man den 121,3 Meter hohen Turm des Lichts.
- Im Mai 2003 sprang der Base-Jumper Gary Connery von der Spitze der Säule, um auf die chinesische Okkupation Tibets aufmerksam zu machen.[7]
- Im September 2005 wurde ein Poster zur Feier der erfolgreichen Bewerbung Londons für die Olympischen Sommerspiele 2012 aufgehängt. Es wurde von Akrobaten in einer feierlichen Zeremonie entfaltet.
- Zur Premiere des Films Star Wars: Das Erwachen der Macht wurde die Säule verkleidet, damit sie wie ein Lichtschwert aussieht. Disney kostete diese Werbeaktion 24.000 £.[8]
- Die Säule findet Einzug in die Literatur. So beschrieb sie Theodor Fontane in seinem Reisebericht 'Ein Sommer in London' mit geringschätzigen Worten.[9]
- Auch in der Kult-Romanreihe Per Anhalter durch die Galaxis von Douglas Adams wird die Nelsonsäule, oder vielmehr ihr Verschwinden, beschrieben.[10]